# The Best of Jon and Vangelis
The Best of Jon and Vangelis es el primer álbum recopilatorio del dúo Jon and Vangelis, publicado por Polydor Records en el año 1984.
En este álbum se recogen temas de sus tres primeros álbumes, Short Stories, The Friends of Mr Cairo y Private Collection.

## Lista de canciones
Todas las letras escritas por Jon Anderson, toda la música compuesta por Vangelis. 
| N.º | Título                             | Duración |  |
| 1.  | «Italian Song»                     | 2:54     |  |
| 2.  | «I'll Find my Way Home»            | 4:29     |  |
| 3.  | «State of Independence»            | 4:22     |  |
| 4.  | «One More Time»                    | 6:15     |  |
| 5.  | «Play within a Play»               | 7:00     |  |
| 6.  | «The Friends of Mr Cairo»          | 11:50    |  |
| 7.  | «Outside of This (Inside of That)» | 5:03     |  |
| 8.  | «He Is Sailing»                    | 4:11     |  |
| 9.  | «I Hear You Now»                   | 4:48     |  |

## Personal

### Músicos
- Jon Anderson: voz
- Vangelis: teclados,sintetizadores, programación
- Carol Kenyon: coros
- Dick Morrisey: flauta

### Producción
- Vangelis: productor y arreglos
- Alwyn Clayden: diseño de la portada
- John Mazzocco: diseño
- Raphael Presto: ingeniero de sonido
- Raine Shine: ingeniero de sonido